# هفت برادر
هفت برادر (فنلاندی: Seitsemän veljestä)  تلفظ فنلاندی: [ˈsei̯tsemæn ˈʋeljestæ] (یا برادران هفت در ترجمه داگلاس رابینسون در سال ۲۰۱۷) اولین و تنها رمان الکسیس کیوی، نویسنده ملی فنلاند است. این رمان به طور گسترده به عنوان اولین رمان مهم نوشته شده به زبان فنلاندی و توسط یک نویسنده فنلاندی‌زبان شناخته می‌شود و پیشگام واقعی فولکلور واقع‌گرایانه فنلاندی محسوب می‌شود. برخی هنوز آن را بزرگترین رمان فنلاندی نوشته‌شده می‌دانند و با گذشت زمان حتی عنوان "رمان ملی فنلاند" را نیز به دست آورده است. اهمیت عمیق این اثر برای فرهنگ فنلاندی حتی در سطح بین‌المللی نیز نقل شده است، و به عنوان مثال در مقاله‌ای در بی‌بی‌سی، لیزی انفیلد هفت برادر کیوی را به عنوان "کتابی که هویت نوردیک را شکل داده است" توصیف می‌کند.